# Abbaye de Saint-Pierre-les-Nonnains de Lyon
Abbaye de Saint-Pierre-les-Nonnains de Lyon var ett romersk-katolskt kloster för kvinnor ur benediktinorden i Lyon i Frankrike.
Enligt legenden grundades klostret under romartiden år 208, men i verkligheten förmodas det ha grundats under 600-talet, och dess första bekräftade abbedissa, Lucia, nämns år 665. 
Det var tidigt ett mycket rikt kloster, och beskrivs redan under 800-talet som det rikaste klostret i Lyon. Det hade åtskilliga privilegier; dess nunnor valde själva sin abbedissa, som inte lydde under ärkebiskopen av Lyon utan direkt under påven, vilket gav det stor självständighet. Dess nunnor kom enbart från den högsta adeln, och måste bevisa minst fyra generationer adlig börd för att tas emot. 
Klostret blev så småningom känd för att hålla lätt på klosterreglerna. Med stöd av sina mäktiga familjer bröt nunnorna mot reglerna: år 1503 avslöjades det för kungaparet att nunnorna inte bodde i klostret utan i sina egna privata små bostäder på klostrets mark, med egna trädgårdar och tjänare. Myndigheterna krävde då av nunnorna att de skulle bo i klostret och följa klosterreglerna. Nunnorna protesterade med stöd från sina familjer hos både påven och kungafamiljen i en konflikt som varade till 1516, då de regelbrytande nunnorna bannlystes från klostret. 
För att ersätta dem valdes i fortsättningen noviser från mindre prestigefyllda familjer. Klostret, även om det förblev lika rikt som någonsin, förlorade gradvis sina privilegier och sitt oberoende: 1637 kom det slutligen under ärkebiskopen av Lyon, och nunnorna förlorade sin rätt att välja abbedissa till kungen. 1790 konfiskerades klostret under franska revolutionen och 1792 vräktes de återstående 31 nunnorna från byggnaden. Året därpå inhystes militär i byggnaden. 
Byggnaden blev 1802 lokal för Musée des Beaux-Arts de Lyon.